# Дубинка (зупинний пункт)
Дуби́нка — пасажирський залізничний зупинний пункт Конотопської дирекції Південно-Західної залізниці.
Розташований неподалік від села Дубинка Конотопського району
Сумської області на лінії Конотоп — Ворожба між станціями Дубов'язівка (6 км) та Путійська (9 км).
Лінія, на якій розташовано платформа, відкрита 1868 року як складова залізниці Київ-Пасажирський — Курськ. Платформа виникла 1964 року.